# بياروم مميز
بياروم مميز (الاسم العلمي:Biarum eximium) هو نوع من النباتات يتبع جنس البياروم من الفصيلة اللوفية.